# Hahnia tabulicola
Hahnia tabulicola är en spindelart som beskrevs av Simon 1898. Hahnia tabulicola ingår i släktet Hahnia och familjen panflöjtsspindlar. Inga underarter finns listade i Catalogue of Life.